# Пйотрувек (Легницький повіт)
Пйотрувек (пол. Piotrówek) — село в Польщі, у гміні Куниці Легницького повіту Нижньосілезького воєводства.
Населення — 135 осіб (2011).
У 1975-1998 роках село належало до Легницького воєводства.

## Демографія
Демографічна структура станом на 31 березня 2011 року:
|          | Загалом | Допрацездатний вік | Працездатний вік | Постпрацездатний вік |
| -------- | ------- | ------------------ | ---------------- | -------------------- |
| Чоловіки | 68      | 13                 | 48               | 7                    |
| Жінки    | 67      | 18                 | 37               | 12                   |
| Разом    | 135     | 31                 | 85               | 19                   |